# CFP-franc
CFP-franc (FP - Franc pacifique eller Franc des Colonies françaises du Pacifique) är den valuta som används i en valutaunion i vissa områden i Stilla havet som tillhör Frankrike. Valutakoden är XPF. 1 Franc = 100 centimes.

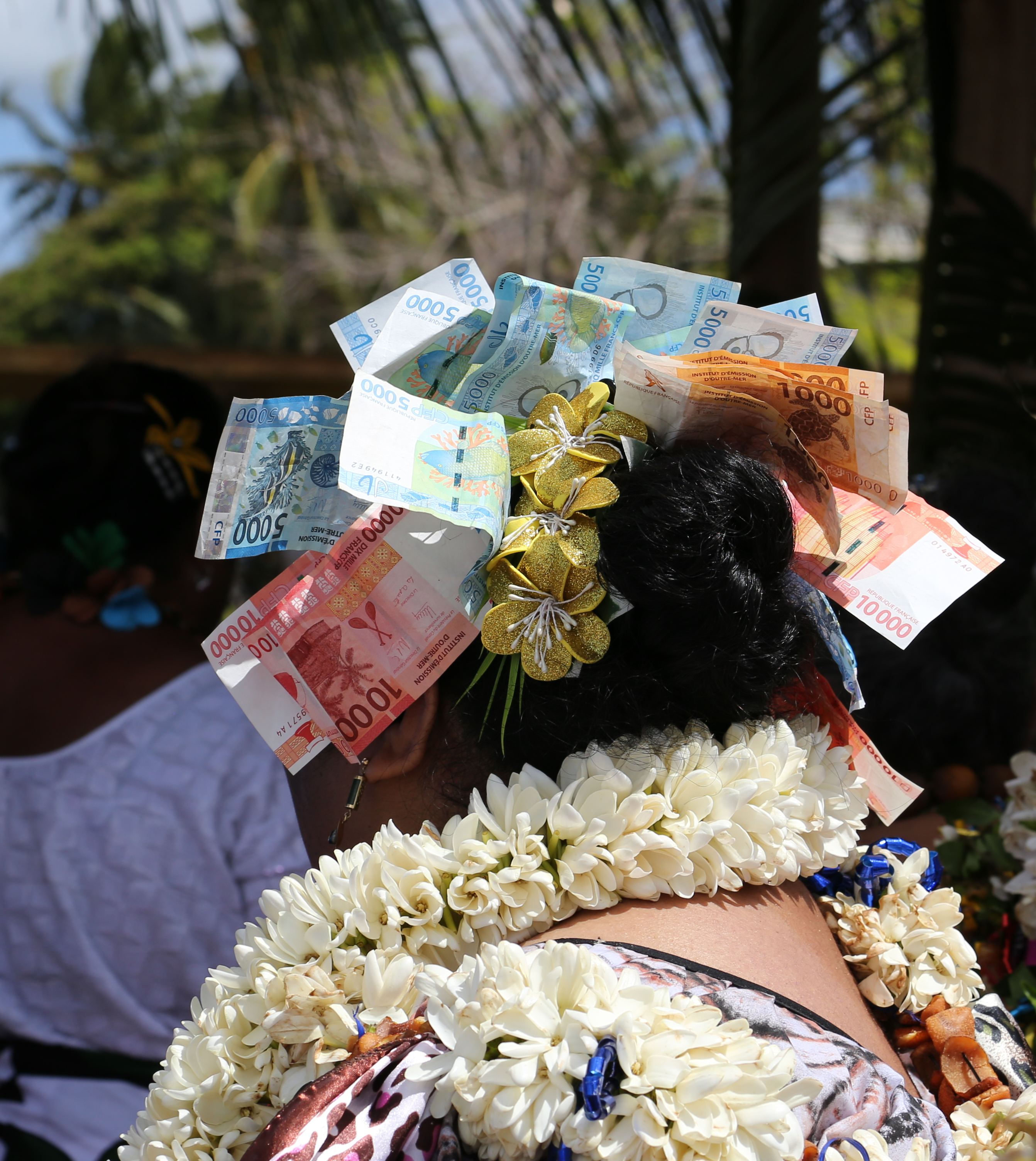
En dansare på Wallis med en hatta gjord av CFP-francs sedlar.

CFP-franc infördes december 1945 och ersatte den tidigare franska francen.
Valutan har en fast växelkurs till kursen 0,00838 euro (EUR €), dvs 1000 XPF = 8,38 EUR och 1 EUR = 119,33 XPF.
Lokala diskussioner pågår om att övergå till euro och 2006 blev det ett "ja" i folkomröstningen i Franska Polynesien, tidsplan föreligger ännu inte.
En förordning av den 15 september 2021, som trädde i kraft den 26 februari 2022, definierar namnet CFP-franc som "francen för de franska samhällena i Stilla havet"..

## Användning
Valutan ges ut av L'Institut d'émission d'outre-mer (eller IEOM) som grundades i december 1966 och har huvudkontoret i Paris. Valutan används i följande tre territorier:
- Franska Polynesien
- Nya Kaledonien
- Wallis och Futuna

## Valörer
- mynt: 1, 2, 5, 10, 20, 50, och 100 Franc
- underenhet: används ej, tidigare centimes
- sedlar: 500, 1000, 5000, och 10,000 XPF

Källa: